# ¿De qué tamaño es el cielo? (álbum)
¿De qué tamaño es el cielo? Breve antología musical de la poesía mexicana, es una obra de la cantante y escritora mexicana Carmen Leñero, y que fue publicada en agosto de 2019.

## Antecedentes
La obra consta de una selección de 21 poemas de escritores mexicanos que van desde el siglo XV al XX, y que fueron musicalizados y editados en un álbum doble, el cual viene contenido en un librillo de poesía con los poemas escritos en tres idiomas (español, inglés y francés).
La obra ha sido ampliamente difundida por revistas y medios de comunicación relacionados con la cultura y las artes, acompañada de numerosas presentaciones en vivo que fueron realizadas en diferentes escenarios mexicanos.

## Lista de canciones
A continuación se presenta el detalle de la lista de canciones de los dos discos que conforman la obra.

### ¿De qué tamaño es el cielo? (Disco I)
| N.º   | Título                               | Música                               | Escritor(es)        | Arreglo                                                                                    | Duración |  |
| 1.    | «Canto triste»                       | Arturo Meza                          | Nezahualcóyotl      | Jorge Ritter                                                                               | 4:13     |  |
| 2.    | «Dos poemas»                         | Jaime Moreno Villarreal              | Antonio Deltoro     | Juan Cristóbal Pérez Grobet                                                                | 3:37     |  |
| 3.    | «Job»                                | Carmen Leñero                        | Concha Urquiza      | Luis Leñero Elu                                                                            | 3:12     |  |
| 4.    | «Disco de Newton»                    | Alejandro Pérez Sáez                 | Ramón López Velarde | Juan Cristóbal Pérez Grobet, Ricardo Martín Jáuregui y Manuel Mejía Armijo (arreglo coral) | 3:52     |  |
| 5.    | «Yo vengo de un brumoso país lejano» | Mauricio Díaz "El Hueso"             | Amado Nervo         | Mauricio Díaz "El Hueso"                                                                   | 2:43     |  |
| 6.    | «La campana»                         | Jaime Moreno Villarreal              | José Luis Rivas     | Ricardo Martín Jáuregui                                                                    | 4:23     |  |
| 7.    | «Décima muerte»                      | Carmen Leñero                        | Xavier Villaurrutia | Ricardo Martín Jáuregui                                                                    | 5:42     |  |
| 8.    | «La rama»                            | David Haro                           | Octavio Paz         | Ricardo Martín Jáuregui                                                                    | 3:12     |  |
| 9.    | «Fuente»                             | Jaime Moreno Villarreal              | Jaime Torres Bodet  | Jorge García Montemayor y Ronald Furet                                                     | 4:21     |  |
| 10.   | «Que ahorita vuelve»                 | Luis Felipe Gordillo y Carmen Leñero | Coral Bracho        | Luis Felipe Gordillo                                                                       | 3:42     |  |
| 11.   | «Me gustó que lloraras»              | David Haro                           | Jaime Sabines       | Luis Leñero Elu                                                                            | 3:22     |  |
| 42:03 |                                      |                                      |                     |                                                                                            |          |  |

### ¿De qué tamaño es el cielo? (Disco II)
| N.º   | Título                                     | Música                  | Escritor(es)              | Arreglo                                                                      | Duración |  |
| 1.    | «Bello compuesto en Laura dividido»        | Luis Leñero Elu         | Sor Juana Inés de la Cruz | Luis Leñero Elu                                                              | 4:00     |  |
| 2.    | «Luz de luna de bahía»                     | Jaime Moreno Villarreal | Efraín Huerta             | Luis Leñero Elu                                                              | 2:20     |  |
| 3.    | «Cuatro cantos a mi tierra»                | Carmen Leñero           | Carlos Pellicer Cámara    | Luis Felipe Gordillo Aguilar                                                 | 4:56     |  |
| 4.    | «Misterios gozosos y La Palmera (collage)» | Carmen Leñero           | Rosario Castellanos       | Manuel Mejía Armijo                                                          | 2:47     |  |
| 5.    | «El vampiro»                               | Luis Leñero Elu         | Efrén Rebolledo           | Luis Leñero Elu                                                              | 2:59     |  |
| 6.    | «La orilla del mar»                        | Luis Leñero Elu         | José Gorostiza Alcalá     | Luis Leñero Elu                                                              | 2:35     |  |
| 7.    | «Madrigal»                                 | Manuel Mejía Armijo     | Gutierre de Cetina        | Manuel Mejía Armijo                                                          | 3:33     |  |
| 8.    | «Nocturno alterno»                         | Ricardo Martín Jáuregui | José Juan Tablada         | Ricardo Martín Jáuregui                                                      | 3:04     |  |
| 9.    | «Invierno»                                 | Carmen Leñero           | Verónica Volkow           | Carmen Leñero (arreglo vocal) y Ricardo Martín Jáuregui (arreglo pianístico) | 3:23     |  |
| 10.   | «La duquesa Job»                           | Jaime Moreno Villarreal | Manuel Gutiérrez Nájera   | Los ejecutantes del tema, en conjunto                                        | 6:57     |  |
| 36:19 |                                            |                         |                           |                                                                              |          |  |

## Intérpretes musicales

### (Disco I)
- 1. Canto triste:
  - José Ángel Ramos; Flautas 1 y 2
  - Balam Ramos Cruz; Arpa
  - Arturo González Viveros; Violín
  - Mónica del Águila; Violonchelo
  - Jorge García Montemayor; Guitarra
  - Juan Cristóbal Pérez Grobet; Contrabajo
  - Carmen Leñero; Coros
  - Maurilio Sánchez Flores; Lectura en náhuatl

- 2. Dos poemas:
  - Arturo González Viveros; Violín
  - Mónica del Águila; Violonchelo
  - Balam Ramos Cruz; Arpa
  - Jorge García Montemayor; Guitarra y jarana
  - Juan Cristóbal Pérez Grobet; Contrabajo

- 3. Job:
  - Arturo González Viveros; Violín
  - Astrid Cruz; Viola
  - Mónica del Águila; Violonchelo
  - José Ángel Ramos; Saxofón
  - Jorge García Montemayor; Guitarra
  - Juan Cristóbal Pérez Grobet; Contrabajo
  - Mario García Cruz; Batería

- 4. Disco de Newton:
  - Arturo González Viveros; Violín
  - Mónica del Águila; Violonchelo
  - Balam Ramos Cruz; Arpa
  - Jorge García Montemayor; Guitarra
  - Juan Cristóbal Pérez Grobet; Contrabajo
  - Mario García Cruz; Batería
  - Jessica Giesemann; Dirección de coro de niñas
  - Tania Pastor Giesemann y Karina Pastor Giesemann; coros
  - Aline Romero y Cynthia Cárdenas Barranco; coros
  - María Fernanda Caetano Oliveira y Carolina Caetano de Oliveira; coros

- 5. Yo vengo de un brumoso país lejano:
  - Mauricio Díaz (El Hueso); Guitarras 1 y 2
  - Gabriel Solares; Flugelhorn

- 6. La campana:
  - Balam Ramos Cruz; Arpa
  - Abril Bojórquez; Marimba
  - Carmen Leñero; Coros

- 7. Décima muerte:
  - Arturo González Viveros; Violín 1
  - José del Águila; Violín 2
  - Astrid Cruz; Viola
  - Mónica del Águila; Violonchelo
  - Jorge García Montemayor; Guitarra

- 8. La rama:
  - José Ángel Ramos; Flauta transversal
  - Jorge García Montemayor; Guitarra
  - Mónica del Águila; Violonchelo

- 9. Fuente:
  - José Ángel Ramos; Saxofón alto
  - Jorge García Montemayor; Guitarras 1 y 2
  - Juan Cristóbal Pérez Grobet; Contrabajo
  - Mario García Cruz; Batería
  - Jaime Moreno Villarreal y Carmen Leñero; Coros

- 10. Que ahorita vuelve:
  - Luis Felipe Gordillo; Piano
  - Yikal Ireri Ramos; Violín
  - Carmen Leñero; Coros

- 11. Me gustó que lloraras:
  - Luis Felipe Gordillo Aguilar; Acordeón
  - Arturo González Viveros; Violín
  - Astrid Cruz; Viola
  - Mónica del Águila; Violonchelo
  - Jorge García Montemayor; Guitarra
  - Mario García Cruz; Percusión

### (Disco II)
- 1. Bello compuesto en Laura dividido:
  - Arturo González Viveros; Violín
  - Astrid Cruz; Viola
  - Mónica del Águila; Violonchelo
  - Jorge García Montemayor; Guitarra
  - Juan Cristóbal Pérez Grobet; Contrabajo

- 2. Luz de luna de bahía:
  - Arturo González Viveros; Violín
  - Mónica del Águila; Violonchelo
  - Jorge García Montemayor; Guitarra
  - Luis Felipe Gordillo Aguilar; Piano
  - Juan Cristóbal Pérez Grobet; Contrabajo
  - Mario García Cruz; Batería
  - Jesús Antonio González Aguirre, "Frino"; Coros

- 3. Cuatro cantos a mi tierra:
  - José Ángel Ramos; Saxofón tenor
  - Abril Bojórquez; Marimba
  - Jorge García Montemayor; Guitarra acústica y jarana
  - Luis Felipe Gordillo Aguilar; Piano
  - Mónica del Águila; Violonchelo
  - Juan Cristóbal Pérez Grobet; Contrabajo
  - Mario García Cruz; Percusiones
  - Carmen Leñero y Jesús Antonio González Aguirre, "Frino"; Coros

- 4. Misterios gozosos y La Palmera (collage):
  - Jessica Giesemann; Dirección de coro de niñas
  - Tania Pastor Giesemann y Karina Pastor Giesemann; coros
  - Aline Romero y Cynthia Cárdenas Barranco; coros
  - María Fernanda Caetano Oliveira y Carolina Caetano de Oliveira; coros

- 5. El vampiro:
  - Luis Leñero Elu y Ronald Furet: Teclados y programación

- 6. La orilla del mar:
  - Arturo González Viveros; Violín
  - Astrid Cruz; Viola
  - Mónica del Águila; Violonchelo
  - Jorge García Montemayor; Guitarra
  - Juan Cristóbal Pérez Grobet; Contrabajo
  - Mario García Cruz; Batería y percusión
  - Carmen Leñero; Coros

- 7. Madrigal :
  - Omar Ruiz García; Flauta
  - Manuel Mejía Armijo; Laúd
  - Mónica del Águila; Violonchelo
  - Abril Bojórquez; Percusiones

- 8. Nocturno alterno:
  - Arturo González Viveros; Violín 1
  - José del Águila; Violín 2
  - Astrid Cruz; Viola
  - Mónica del Águila; Violonchelo

- 9. Invierno:
  - Luis Felipe Gordillo Aguilar; Piano
  - Carmen Leñero; Voces a dueto

- 10. La duquesa Job:
  - José Ángel Ramos; Saxofón
  - Abril Bojórquez; Marimba 1 y 2
  - Jorge García Montemayor; Guitarra
  - Juan Cristóbal Pérez Grobet; Contrabajo
  - Mario García Cruz; Batería
  - Carmen Leñero; Coros

## Créditos
- Interpretación vocal — Carmen Leñero
- Producción ejecutiva y coordinación del proyecto — Carmen Leñero (CLEO Producciones)
- Producción musical — Ronald Furet
- Dirección musical 1º fase (composición y arreglos) — Ricardo Martín Jáuregui
- Dirección musical 2º fase (ensayos y grabación) — Ricardo Martín Jáuregui
- Pro-producción (maquetas) — Giorgio Torelli y Ricardo Martín Jáuregui
- Ingenieros de grabación — Fernando Roldán, Giorgio Torelli y Ronald Furet
- Mezcla y masterización — Ronald Furet
- Asistente de producción — Carolina Escartín
- Estudio de grabación y premezcla — Estudio 19 (Registro Escalar S.A. de C.V.)
- Estudio de mezcla y masterización — Valenzo Studios
- Concepto gráfico y diseño — Taller de Comunicación Gráfica
- Foto de Carmen Leñero — Ronald Furet
- Traducciones al inglés — Tanya Huntington (con la revisión de Mónica Mansour, Lorna Crozier, Hugh Hazelton y Ronald Sawyer)
- Traducciones al francés — Fabienne Bradu (con la revisión de Marie Laversin y Víctor Becerril Montekio)
- Semblanzas de los poetas — Pablo Molinet Aguilar
- Producción de audio — CLEO Producciones y Coordinación de Humanidades de la UNAM
- Coordinación de producción — Taller de Comunicación Gráfica
- Edición del libro — CLEO Producciones (con la colaboración del Instituto de Investigaciones Filológicas-UNAM)
- Fabricación de discos y videoclip promocional — Urtext, S.A. de C.V.
- Distribución — Fondo de Cultura Económica, Urtext, S.A. de C.V., Fundación para las Letras Mexicanas, Universidad Nacional Autónoma de México, Instituto de Investigaciones Filológicas de la UNAM, y CLEO Producciones